# Стронконе
Стронко́не (итал. Stroncone) — коммуна в Италии, располагается в регионе Умбрия, подчиняется административному центру Терни.
Население коммуны составляет, на 01.01.2023 года, 4 629 человек, плотность населения ─ 65,05 чел./км². Занимает площадь 71,16 км². Почтовый индекс — 5039. Телефонный код — 0744.
Покровителем населённого пункта почитается Блаженный Антоний Стронконский. День памяти ─ 7 февраля.
На территории коммуны расположена Астрономическая обсерватория Санта Лючия Стронконе.

## География
Территория муниципалитета Стронконе имеет площадь 71,16км². Местность в основном холмистая, пересекаемая долиной реки Айя-ди-Нарни. Высшая точка, известная как Маккьялунга Пиццута (итал. Macchialunga Pizzuta) (1160 м), связана с самой вершиной Macchialunga (1105 м) и расположена непосредственно к востоку от неё. Географически находится южнее бассейна Терни, расположена на хребте Субаппенин  на границе с регионом Лацио.

## Администрация коммуны
Главой коммуны является мэр Джузеппе Малветани (итал. Giuseppe Malvetani), с 27 мая 2019 года.

## Города-побратимы
- Вов[фр.][5]

## Известные уроженцы
- Пачелли, Асприлио (1570 ─ 1623) ─ итальянский композитор и капельмейстер эпохи барокко.  Он родился в местечке Вашано[итал.][6], входящем в состав коммуны Стронконе[1].